# Карл, Виктория
Виктория Карл (нем. Victoria Carl; род. 31 июля 1995, Целла-Мелис, Тюрингия) — немецкая лыжница, олимпийская чемпионка 2022 года в командном спринте. 

## Биография
С 2010 года Виктория принимает участие в международных соревнованиях по лыжным гонкам. До сезона 2014/15 годов она участвовала в юниорских гонках. На Зимних юношеских Олимпийских играх 2012 года в Зеефельде в Тироле она заняла 12 место в спринте и шестое место в классике на 5 км. В смешанной гонке биатлонистов и лыжниц она завоевала золотую медаль юношеских игр. 
Дебютную гонку на этапе Кубка мира она провела 29 декабря 2012 года, где заняла 69-е место в гонке пролога и 45-е место в гонке преследования на 9 км. В январе 2013 года она завоевала бронзовую медаль в эстафете, серебряную в спринте и золотую на дистанции 5 км вольным стилем на чемпионате мира среди юниоров в Либереце. 
На чемпионате мира по лыжным видам спорта среди юниоров 2015 года в Алматы она выиграла две золотые и две серебряные медали. На чемпионате мира 2015 года в Фалуне она была 29-й в итоговом зачёте в скиатлоне и в масс-старте, в составе эстафетной команды стала 6-й. 
На чемпионате мира по лыжным видам спорта U23 в 2016 году в Рышнове она выиграла золотую медаль на 10 км вольным стилем и серебряную медаль на 10 км классическим стилем. В начале сезона 2016/17 годов она впервые в карьере поднялась на подиум эстафетной гонки на этапе Кубка мира. 
На чемпионате мира по лыжным видам спорта 2017 года в Лахти она заняла 15 место в скиатлоне. 
На зимних Олимпийских играх 2018 года в Пхенчхане она выступила в двух гонках: 19-е место на дистанции 10 км вольным стилем и 6-е место в составе эстафетной четвёртки.
На чемпионате мира по лыжным видам спорта 2019 года в Зеефельде в Тироле она была пятой в спринте и четвертой в эстафете.
В начале сезона 2020/21 года в Руке она получила травму, порвала двойную внешнюю связку правой стопы и выбыла из соревнований до конца января 2021 года.
На чемпионате мира по лыжным видам спорта 2021 года в Оберстдорфе она финишировала 14-й на дистанции 10 км вольным стилем, 9-й в командном спринте и 5-й в эстафетной гонке.

## Результаты

### Олимпийские игры
| Олимпийские игры | Спринт | Командный спринт | 10 км | 7,5+7,5 км | 30 км | Эстафета |
| ---------------- | ------ | ---------------- | ----- | ---------- | ----- | -------- |
| 2018 Пхёнчхан    | —      | —                | 19    | 20         | 25    | 6        |
| 2022 Пекин       | 10     | 1                | —     | —          |       | 2        |

### Чемпионаты мира
| Чемпионат мира  | Спринт | Командный спринт | 10 км | 7,5+7,5 км | 30 км | Эстафета |
| --------------- | ------ | ---------------- | ----- | ---------- | ----- | -------- |
| 2015 Фалун      | 38     | —                | —     | 29         | 29    | 6        |
| 2017 Лахти      | 23     | —                | 21    | 15         | 37    | —        |
| 2019 Зефельд    | 5      | 6                | —     | —          | 9     | 4        |
| 2021 Оберстдорф | —      | 9                | 14    | —          | —     | 5        |